# Barberousse (film, 1917)
Pour les articles homonymes, voir Barberousse.
Pour plus de détails, voir Fiche technique et Distribution.
Barberousse (ou Barbe Rousse) est un film français réalisé par Abel Gance, sorti en 1917.

## Synopsis
Un journaliste qui souhaite être le premier à annoncer des crimes dans son journal en vient à les commettre lui-même.

## Fiche technique
- Titre : Barbe Rousse ou Barberousse[1],[2],[3],[4].
- Réalisation : Abel Gance
- Scénario : Abel Gance
- Producteur : Louis Nalpas
- Société de production : Vandal et Delac
- Format : Noir et blanc - Muet - 1,33:1 - 35mm
- Pays de production :  France
- Durée : 96 minutes
- Image : Léonce-Henri Burel Dubois
- Date de sortie : 13 avril 1917

## Distribution
- Léon Mathot : Trively
- Émile Keppens : Gesmus
- Maud Richard : Odette Trively
- Germaine Pelisse : Pauline
- Yvonne Briey
- Henri Maillard